# Rustia gracilis
Rustia gracilis är en måreväxtart som beskrevs av Karl Moritz Schumann. Rustia gracilis ingår i släktet Rustia och familjen måreväxter. Inga underarter finns listade i Catalogue of Life.